# Indioscaptor indicus
Indioscaptor indicus är en insektsart som först beskrevs av Bhargava 1996.  Indioscaptor indicus ingår i släktet Indioscaptor och familjen mullvadssyrsor. Inga underarter finns listade i Catalogue of Life.